# Архангельское сельское поселение (Татарстан)
Архангельское се́льское поселе́ние — муниципальное образование в Новошешминском районе Татарстана Российской Федерации.
Административный центр — село Слобода Архангельская.

## История
Статус и границы сельского поселения установлены Законом Республики Татарстан от 31 января 2005 года № 36-ЗРТ «Об установлении границ территорий и статусе муниципального образования "Новошешминский муниципальный район" и муниципальных образований в его составе».

## Население
| 2010 | 2011 | 2012 | 2013 | 2014 | 2015 | 2016 |
| ---- | ---- | ---- | ---- | ---- | ---- | ---- |
| 518  | ↘517 | ↘498 | ↘479 | →479 | ↘466 | ↘462 |
| 2017 | 2018 |      |      |      |      |      |
| ↘456 | ↘453 |      |      |      |      |      |

## Состав сельского поселения
| № | Населённый пункт      | Тип населённого пункта       | Население |
| - | --------------------- | ---------------------------- | --------- |
| 1 | Слобода Архангельская | село, административный центр | ↘456      |